# Crawford Brough Macpherson
Crawford Brough Macpherson, né à Toronto (Ontario, Canada) le 18 novembre 1911, mort à Toronto le 22 juillet 1987, était un professeur de science politique canadien qui enseigna la théorie politique à l'Université de Toronto. 

## Son projet
Le projet de Macpherson était une révision de la tradition libérale-bourgeoise, basée sur une réception démocratique-socialiste du marxisme. 
En tant que condition préalable commune, Macpherson (dans La Théorie politique de l'individualisme possessif ) reconnaît dans la théorie politique anglaise de Hobbes à Locke un individualisme fondé sur et orienté vers la propriété . 
Cette doctrine suppose que l'individu n'est humain qu'en tant que propriétaire de sa propre personne; que l'essence de l'homme est la liberté de toute condition contractuelle envers autrui, dans la mesure où cela n'est pas pour son propre intérêt; et cette société n'est rien d'autre qu'une série de relations de marché entre des individus libres qui, pour leur part, ne doivent rien à la société.  
Dans Democratic Theory, il critiqua Friedman et déconstruisit ses présupposés concernant la liberté avec laquelle le capitalisme irait en parallèle.

## Citation
«Comme si c'était une injustice de vendre plus cher que nous achetons; ou donner plus à un homme qu'il ne mérite» (Thomas Hobbes) 

## Honneurs et distinctions
- Président de l'Association canadienne de science politique (en) (Canadian Political Science Association)[3]
- Officier (Officer)  de l'Ordre du Canada (Order of Canada)
- Prix Benjamin E. Lippincott (Benjamin E. Lippincott Award)

## Œuvres
- Democracy in Alberta: The Theory and Practice of a Quasi-Party System (1953)
- The Political Theory of Possessive Individualism: From Hobbes to Locke (1962)
- The Real World of Democracy (1965)
- Democratic Theory: Essays in Retrieval (1973)
- The Life and Times of Liberal Democracy (1977)
- Burke (Past Masters series) (1980)
- Foreword to Leviathan by Thomas Hobbes, Penguin Classics Paperback (1982)
- The Rise and Fall of Economic Justice (1984)

Traductions françaises
- Principes et limites de la démocratie libérale, Boreal Express Limitee (juillet 1985)
- La Théorie politique de l'individualisme possessif: De Hobbes à Locke,  Coll. Folio essais, Editeur Folio (25 novembre 2004)